# Ruby Braff
Reuben "Ruby" Braff (16 de marzo de 1927 – 9 de febrero de 2003) fue un trompetista y cornetista de jazz norteamericano.

## Carrera musical
Braff nació en Boston. Empezó a tocar en clubes locales en los años 40. En 1949 fue contratado para tocar con la Orquesta del Edmond Hall en el Savoy Cafe de Boston. Se traslada a Nueva York en 1953 dónde fue muy  demandado para actuaciones en diferentes grupos y registros.
Se une al septeto del trombonista Vic Dickenson, así como a los grupos liderados por Buck Clayton y Urbie Green y comienza a liderar bandas él mismo. Músicos de swing, como Bud Freeman y Benny Goodman, lo llaman y en 1956 aparece en el programa de televisión, The Magic Horn.
Graba una sucesión de excelentes discos, sobre todo el de tributo a Billie Holiday, Holiday In Braff, y otro con Roy Eldridge, Easy Now!. El término "mainstream jazz" fue concebido por el crítico Stanley Dance en ese periodo, para denominar a varios subgrupos de las bandas de Count Basie, Duke Ellington y Benny Goodman que se distinguían por tocar desde un sofisticado swing al bop y el jazz traditional.
Braff estaba en su elemento en ese estilo. En los primeros 60 comienza a trabajar con el pianista George Wein en su banda Newport All Stars, y también con los pianistas Ralph Sutton y Ellis Larkins.
Desde 1973 trabaja regularmente con un grupo formado con los  guitarristas George Barnes y Wayne Wright y el bajista Michael Moore, produciendo algunas de las grabaciones musicales más exquisitas del mainstream jazz. También trabaja con el cantante Tony Bennett, aunque fuera de su estilo. Actúa con los pianistas Dave McKenna y Dick Hyman, participando en la última formación de la Jazz Repertory Company (especialmente en un tributo a Louis Armstrong en noviembre de 1974). En el contexto del mainstrean, Braff forma desde 1982 una excelente asociación con el saxo tenor Scott Hamilton con quien comparte su enfoque de las interpretaciones jazzísticas.
En los años 1990 empieza a grabar para el sello Arbors. En esa década resulta más imaginativo e inventivo que nunca, inspirando sus fraseos en las líneas melódicas de los saxofonistas y produciendo algunos de los mejores discos de la corriente mainstream.
A partir de 1994 padece una serie de dolencias que le apartan a menudo de los escenarios.
Ruby Braff quizá no alcanzó el nivel de Louis Armstrong (su influencia más significativa), Dizzy Gillespie o Miles Davis, pero fue uno de los mejores intérpretes de su instrumento, provisto de gran fertilidad de ideas y llevándolas a la práctica en interpretaciones muy cuidadas, que resultaban fascinantes.
Muere el 10 de febrero de 2003, en Chatham, Massachusetts.

## Discografía

### Como líder
- You Brought a New Kind of Love (Arbors Records)
- Variety Is the Spice of Braff (Arbors Records)
- I Hear Music (Arbors Records)
- Watch What Happens (Arbors Records)
- Music for the Still of the Night (Arbors Records)
- The Cape Godfather (Arbors Records)
- Ruby Braff and Strings: In the Wee Small Hours in London and New York (Arbors Records)
- Born to Play (Arbors Records)
- Holiday In Braff
- Easy Now!
- You Can Depend on Me (Arbors Records)
- Being with You (Arbors Records)
- Live at the Regattabar (Arbors Records)
- Relaxing at the Penthouse (Victoria Company)
- Braff!! (Epic Records)
- The Ruby Braff George Barnes Quartet (Chiaroscuro)
- The Ruby Braff George Barnes Quartet Salutes Rodgers and Hart (Concord Jazz)
- The Ruby Braff George Barnes Quartet - Live at The New School (Chiaroscuro)
- The Ruby Braff George Barnes Quartet - To Fred Astaire with Love (Concord Jazz)
- The Ruby Braff George Barnes Quartet Plays Gershwin (Concord Jazz)

### Como sideman
Con Woody Herman
- It Had To Be Us (Chiaroscuro, 1998)

Con Milt Hinton
- The Judge at His Best (Chiaroscuro, 2001)

Con Ralph Sutton
- R & R (Chiaroscuro, 2002)
- Remembered (Arbors Records DVD)

Con Scott Hamilton y Dave Mckenna
- Controlled Nonchalance at the Regattabar,Volume 1 (Arbors Records)
- Controlled Nonchalance, Volume 2 (Arbors Records)

Con Ellis Larkins
- Ruby Braff and Ellis Larkins: Calling Berlin, Vols. 1 & 2 (Arbors Records)
- Ruby Braff and Ellis Larkins: 2 Part Inventions in Jazz, (Vanguard/Pye)
- Grand Reunion (Chiaroscuro)

Con Dick Hyman
- America, The Beautiful (Arbors Records)
- Ruby Braff and Dick Hyman Play Nice Tunes (Arbors Records)

Con Pee Wee Russell
- The Individualism of Pee Wee Russell (1952)
- A Portrait of Pee Wee (1958)

Con George Wein
- Wein, Women and Song and More, George Wein Plays and Sings (Arbors Records)
- George Wein & the Newport All-Stars (Impulse!, 1962)